# Танковая дивизия «Клаузевиц»
Танковая дивизия «Клаузевиц» (нем. Panzer-Division «Clausewitz»; также известна как 45-я танковая) — тактическое соединение сухопутных войск вооружённых сил нацистской Германии. Принимала участие во Второй мировой войне.

## Боевой путь
Дивизия была собрана в Лауэнбурге из остатков разгромленных дивизий и учебных подразделений; её командиром стал генерал-лейтенант Мартин Унрайн. Основной контингент дивизии составили подростки из Гитлерюгенда, что объясняет их высокий боевой дух на безнадёжном для Германии этапе войны. Дивизия в составе 12-й армии пыталась прорваться к Берлину, но была остановлена в 30 километрах от бункера фюрера. Затем дивизия развернулась на запад и нанесла несколько весомых ударов по войскам Союзников в горах Гарц, пока 21 апреля не была разгромлена 5-й бронетанковой дивизией США. Остатки отступили к Эльбе, где капитулировали с окончанием войны.

## Боевой состав
- Штаб танковой дивизии «Гольштейн»
- Танковый полк «Клаузевиц» (106-я танковая бригада «Фельдхернхалле»)
- 2-й батальон 1-го танкового полка «Фельдхернхалле»
- Моторизованный полк «Клаузевиц 1» (учебный моторизованный полк «Фельдхернхалле»)
- Моторизованный полк «Клаузевиц 2» (42-й моторизованный полк)
- Дивизион истребителей танков «Клаузевиц» (дивизион САУ «Великая Германия»)
- Недоученные подразделения танковой артиллерийской школы

## Награждённые Рыцарским крестом Железного креста (3)
- Фридрих Андинг (08.05.1945) — лейтенант, адъютант дивизиона истребителей танков «Великая Германия»
- Густав Валле (08.05.1945) — майор, командир дивизиона истребителей танков «Великая Германия»
- Непомук Штютцле (08.05.1945) — обер-ефрейтор дивизиона истребителей танков «Великая Германия»